# Maja Kleczewska
Maja Kleczewska-Kondrat (ur. 1973) – polska reżyserka teatralna i nauczycielka akademicka.

## Kariera teatralna
Absolwentka II Liceum Ogólnokształcącego im. Stefana Batorego w Warszawie (matura 1992). Absolwentka psychologii na Uniwersytecie Warszawskim oraz reżyserii dramatu w Państwowej Wyższej Szkole Teatralnej w Krakowie (2001). W 2018 otrzymała na Akademii Teatralnej im. Aleksandra Zelwerowicza w Warszawie stopień doktora sztuki w dyscyplinie sztuk teatralnych.
Jej debiutanckie przedstawienie Jordan z 2000 autorstwa Anny Reynolds i Moiry Buffini, wystawione w Teatrze im. Juliusza Słowackiego w Krakowie, przyniosło jej duże uznanie krytyków. W latach 2011–2014 była etatową reżyserką Teatru im. Jana Kochanowskiego w Opolu. Reżyserowała w szeregu innych teatrów.
Wykładowczyni Akademii Teatralnej im. Aleksandra Zelwerowicza w Warszawie, pełniła funkcję dziekanki Kierunku Reżyseria (ok. 2019–2021).
W styczniu 2025 wygrała konkurs na dyrektorkę Teatru Powszechnego w Warszawie, funkcję ma pełnić przez pięć sezonów od 1 września 2025.
Jej mężem jest Piotr Kondrat, aktor i kolarz.

## Kontrowersje
W 2025 dziennikarka Iga Dzieciuchowicz w swojej książce Teatr. Rodzina patologiczna (wyd. Agora) ujawniła i opisała przypadki stosowania przez Kleczewską na próbach przemocy psychicznej wobec trójki aktorów (w tym jednej aktorki). Dzieciuchowicz w swojej książce zawarła obszerne wypowiedzi wspomnianych aktorów opisujące m.in. wątpliwe etycznie wykorzystywanie przez Kleczewską prywatnych historii z życia aktorów, stosowanie podczas prób do spektakli kontrowersyjnych ustawień hellingerowskich, a także instrumentalne posługiwanie się tematem Holocaustu i antysemityzmu.
W lutym 2025 roku dziennikarz kulturalny Witold Mrozek na łamach miesięcznika kulturalnego Dwutygodnik ujawnił, że podczas trwania procedury konkursowej w konkursie na stanowisko dyrektora Teatru Powszechnego w Warszawie - w którym to konkursie Kleczewska zwyciężyła - doszło do konfliktu interesów, który nie został zgłoszony przez strony przed przystąpieniem do procedury konkursowej. Mrozek ujawnił, że jedna z członkiń komisji konkursowej, będąca aktorką reprezentującą ZASP, w czasie trwania procedury konkursowej i przesłuchań kandydatów była jednocześnie obsadzona w mających miejsce w tym samym czasie próbach do spektaklu Kleczewskiej Tkocze na podstawie prozy Gerharta Hauptmanna w Teatrze Śląskim im. S. Wyspiańskiego w Katowicach.

## Nagrody i odznaczenia (wybór)
- 2006 – laureatka Paszportu „Polityki”[2]
- 2013 – Doroczna Nagroda Ministra Kultury i Dziedzictwa Narodowego w kategorii teatr[20]
- 2017 – Srebrny Lew za innowacje w teatrze podczas 45. Biennale Teatralnego w Wenecji[21]
- 2018 – Nagroda miesięcznika „Teatr” im. Konrada Swinarskiego dla najlepszego polskiego reżysera sezonu[22]
- 2018 – Nagroda im. Konrada Swinarskiego za spektakl „Pod presją”, którego premiera odbyła się w marcu 2018 na deskach Teatru Śląskiego im. St. Wyspiańskiego w Katowicach[23]
- 2020 – O!Lśnienia Onetu[24]
- 2022 – Nagroda Teatralna im. Stanisława Wyspiańskiego[25]
- 2023 – Nagroda im. Kazimierza Kutza za rok 2022[26]
- 2024 – Brązowy Medal „Zasłużony Kulturze Gloria Artis”[5]

## Spektakle Mai Kleczewskiej
| Rok  | Tytuł                        | Autor scenariusza lub materiałów do scenariusza                           | Miejsce premiery                                                                        |
| ---- | ---------------------------- | ------------------------------------------------------------------------- | --------------------------------------------------------------------------------------- |
| 2000 | Jordan                       | Anna Reynolds i Moira Buffini                                             | Teatr im. Juliusza Słowackiego w Krakowie                                               |
| 2000 | Elektra                      | Hugo von Hofmannsthal                                                     | Teatr im. Cypriana Kamila Norwida w Jeleniej Górze                                      |
| 2002 | Noże w kurach                | David Harrower                                                            | Teatr im. Juliusza Słowackiego w Krakowie                                               |
| 2002 | Lot nad kukułczym gniazdem   | Ken Kesey                                                                 | Teatr im. Szaniawskiego w Wałbrzychu                                                    |
| 2003 | Czyż nie dobija się koni?    | Horace McCoy                                                              | Teatr im. Szaniawskiego w Wałbrzychu                                                    |
| 2004 | Czajka                       | Anton Czechow                                                             | Teatr im. Norwida w Jeleniej Górze                                                      |
| 2004 | Makbet                       | William Shakespeare                                                       | Teatr im. Jana Kochanowskiego w Opolu                                                   |
| 2005 | Woyzeck                      | Georg Büchner                                                             | Teatr im. Wojciecha Bogusławskiego w Kaliszu                                            |
| 2005 | Sen nocy letniej             | William Shakespeare                                                       | Stary Teatr w Krakowie                                                                  |
| 2006 | Fedra                        | Jean Baptiste Racine                                                      | Teatr Narodowy w Warszawie                                                              |
| 2007 | Zbombardowani                | Sarah Kane                                                                | Stary Teatr w Krakowie                                                                  |
| 2008 | Opowieści lasku wiedeńskiego | Ödön von Horváth                                                          | Teatr Dramatyczny im. Jana Kochanowskiego w Opolu                                       |
| 2009 | Marat/Sade                   | Peter Weiss                                                               | Teatr Narodowy w Warszawie                                                              |
| 2009 | Płatonow                     | Anton Czechow                                                             | Teatr Polski im. Hieronima Konieczki w Bydgoszczy                                       |
| 2010 | Babel                        | Elfriede Jelinek                                                          | Teatr Polski im. Hieronima Konieczki w Bydgoszczy                                       |
| 2010 | Zmierzch bogów               | Enrico Medioli, Luchino Visconti, Nicola Badalucco                        | Teatr im. Jana Kochanowskiego w Opolu                                                   |
| 2012 | Burza                        | William Shakespeare; Łukasz Chotkowski                                    | Teatr Polski im. Hieronima Konieczki w Bydgoszczy                                       |
| 2013 | Podróż zimowa                | Elfriede Jelinek                                                          | koprodukcja: Teatr Polski im. Hieronima Konieczki w Bydgoszczy Teatr Powszechny w Łodzi |
| 2014 | Cienie. Eurydyka mówi        | Elfriede Jelinek                                                          | koprodukcja: Teatr Imka w Warszawie Teatr Polski im. Hieronima Konieczki w Bydgoszczy   |
| 2015 | Szczury                      | Gerhart Hauptmann                                                         | Teatr Powszechny w Warszawie                                                            |
| 2015 | Dybuk                        | Szymon An-ski                                                             | Teatr Żydowski w Warszawie im. Estery i Idy Kamińskich                                  |
| 2016 | Czekając na barbarzyńców     | John Maxwell Coetzee                                                      | Deutsches Schauspielhaus Hamburg                                                        |
| 2016 | Głos ludzki                  | Jean Cocteau (muzyka: Francois Poulenc)                                   | Teatr Wielki – Opera Narodowa w Warszawie                                               |
| 2021 | Dziady                       | Adam Mickiewicz (scenariusz sceniczny Łukasz Chotkowski, Maja Kleczewska) | Teatr im. Juliusza Słowackiego w Krakowie                                               |
| 2022 | Łaskawe                      | Jonathan Littell (adaptacja Maja Kleczewska, Damian Josef Neć)            | Teatr Śląski im. Stanisława Wyspiańskiego w Katowicach                                  |
| 2024 | Wesele                       | Stanisław Wyspiański                                                      | Teatr im. Juliusza Słowackiego w Krakowie                                               |
| 2025 | Ziemia obiecana              | Władysław Reymont (adaptacja Maja Kleczewska, scenariusz Tomasz Śpiewak)  | Teatr Zagłębia w Sosnowcu                                                               |